# Numicia talassio
Numicia talassio är en insektsart som beskrevs av Rauno E. Linnavuori 1973. Numicia talassio ingår i släktet Numicia och familjen Tropiduchidae. Inga underarter finns listade i Catalogue of Life.